# 車浮代
車 浮代（くるま うきよ、1964年 - ）は、日本の江戸料理文化研究所 代表、時代小説家。国際浮世絵学会会員。
江戸風キッチンスタジオ 「うきよの台所ーUkiyo’s Kitchenー」オーナー。

## 略歴・人物
大阪出身。大阪芸術大学デザイン学科卒業。東洋紙業、セイコーエプソンを経て、映画監督新藤兼人に師事（シナリオ講座第1期特専科の修了生）。
2005年、『アメン棒』にてシナリオ作家協会の第18回「大伴昌司賞」大賞受賞をきっかけに、会社員から文筆業に専念し東京に移住した。宣伝会議養成講座出身。現在は作家の柘いつかに師事。
江戸文化、特に浮世絵と江戸の食文化に造詣が深く、多数の講演を行なっている。

## 著書
- 『"さ・し・す・せ・そ"で作る〈江戸風〉小鉢&おつまみレシピ』PHP研究所 2010
- 『蔦重の教え』飛鳥新社 2014
- 『江戸おかず 12カ月のレシピ 季節を味わい体が喜ぶ』講談社のお料理BOOK 2014
- 『今すぐつくれる江戸小鉢レシピ』講談社+α文庫 2014
- 『超釈北斎春画かたり 喜能会之故真通より』小学館 2015
- 『江戸の食卓に学ぶ 江戸庶民の"美味しすぎる"知恵』ワニブックスPLUS新書 2015
- 『春画入門』文春新書 2015
- 『1日1杯の味噌汁が体を守る』日経プレミアシリーズ 日本経済新聞出版社 2016
- 『えんま寄席 江戸落語外伝』実業之日本社 2016
- 『勝山太夫、ごろうぜよ』白泉社招き猫文庫 2016
- 『落語怪談えんま寄席』実業之日本社文庫 2018
- 『〈カラー版〉春画四十八手』光文社知恵の森文庫 2018
- 『天涯の海　酢屋三代の物語』潮出版社 2020
- 『蔦重の教え』双葉文庫 2021
- 『歌麿春画で江戸かなを学ぶ』中央公論新社 2021
- 『江戸っ子の食養生』ワニブックスPLUS新書 2022
- 『江戸の料理本に学ぶ　発酵食品でつくるシンプル養生レシピ』東京書籍 2022
- 『天涯の海　酢屋三代の物語』潮文庫 2023
- 『気散じ北斎』実業之日本社 2024
- 『蔦屋重三郎と江戸文化を創った１３人』PHP研究所 2024
- 『居酒屋 蔦重』ORANGE PAGE MOOK 2024
- 『Art of 蔦重: 蔦屋重三郎 仕事の軌跡』笠間書院 2024
- 『仕事の壁を突破する　蔦屋重三郎 50のメッセージ』飛鳥新社 2024
- 『蔦重の矜持』双葉社 2025
- 『蔦屋重三郎の慧眼』ディスカヴァー・トゥエンティワン 2025

### 監修・共著
- 『体験!子ども寄席 落語でわかる江戸文化』全5巻 古今亭菊千代文, 水野ぷりん 絵, 車浮代江戸文化監修. 偕成社 2013-14
- 『春画で学ぶ江戸かな入門』吉田豊共著 幻冬舎 2017
- 『免疫力を高める 最強の浅漬け』藤田紘一郎共著 マキノ出版 2020
- 『感じる春画 現代意訳で味わう官能世界』メディアソフト 2022
- 『暮らしを楽しむ　四季の大和言葉』神宮館 2023

## 受賞・候補歴
- 1998年：第9回講談社 時代小説大賞最終選考候補
- 2002年：第15回 シナリオ作家協会 大伴昌司賞佳作奨励賞 - 『湯女・勝山』[3][7]。
- 第6回 日本シナリオ大賞 最終選考ノミネート[3]
- 2005年：第18回 シナリオ作家協会 大伴昌司賞大賞受賞 - 『アメン棒』[注 2]

## テレビ出演
- 週末 YY JUMPing（テレビ東京）
- 所さんのニッポンの出番（TBSテレビ  2014.11.11〜2016.12.6まで）不定期出演
- モーニングバード（テレビ朝日 2015.3.18）
- news every.（日本テレビ）
- スーパーJ チャンネル（テレビ朝日）
- 浮世絵ツアー（BSプレミアム）
- 大江戸ゼミナール（BSジャパン）レギュラー講師
- ノンストップ!（フジテレビ 2015.8.31）
- あさチャン（TBSテレビ 2017.5.15）
- カツヤマサヒコ SHOW（サンテレビ 2016.7.19）ゲスト出演
- なないろ日和（テレビ東京）
- chouchou(シュシュ)（テレビ朝日 2017.11.25〜2018.12.22まで）
- 月曜から夜ふかし（日本テレビ 2019.2.18）
- ポルポ（テレビ朝日 2019.2.9〜）
- 偉人たちの健康診断　江戸の健康革命（NHK BSプレミアム 2019.3.26）
- CAST（朝日放送 2019.8.1）
- 新説！所JAPAN（フジテレビ 2020.3.2）
- 料理はじまり帖（BS日テレ 2020.3.7）
- 知恵泉（NHK Eテレ 2020.11.3/2020.12.15)
- チコちゃんに叱られる！（NHK 2021.4.30/2021.5.2)
- 美の壷（NHK BSプレミアム 2021.5.28/2021.6.5/2021.6.11）
- 歴史探偵（NHK Eテレ 2023.1.25）
- 東京交差点 ONE MOMENT（テレビ東京 2024.10.14）
- ニノさん（日テレ 2024.11.29）
- ひるまえほっと（NHK 2025.2.20)

## ラジオ出演
- なかじましんや 土曜の穴（文化放送 2015.7.18）ゲスト出演
- ごごラジ！（NHKラジオ 2016.7.8）ゲスト出演
- 明日へのエール（TBSラジオ 2016.6.4〜）月1レギュラー
- 生島ヒロシのサタデー一直線!（TBSラジオ）
- 武内陶子のごごカフェ（NHKラジオ 2020.6.2）
- ラジオ川越『talk, talk Radio』
- ラジオ川越『ナックルヘッドのハッピーMONDAYエンタメアワー』
- KURASEEDS（J-WAVE 2022.6.30）
- 日本郵便SUNDAY'S POST（TOKYO FM）
- otona no redio Alexsandria（インターFM）
- マエストロ慶太楼の長電話 (NHKラジオ　2024.3.25）
- 上柳昌彦のあさぼらけ（ニッポン放送 2024.12.2〜2025.1.3）
- ラジオ深夜便（NHKラジオ 2025.4.17)
- 眠れない貴女(あなた)へ（NHKラジオ 2025.7.6)

## 監修
- 西武鉄道 2022年正月運行の『52席の至福　江戸料理トレイン』料理監修
- 「お江戸に恋して」（TOKYO MX TV）江戸料理監修
- えびす宮総本社 西宮神社の大嘗祭にて、江戸時代の饗応料理の再現を監修
- 「ナイツの素人包丁」（時代劇チャンネル）江戸料理監修
- 「東京・大江戸発見伝ゴロケン」（フジテレビ）番組監修
- 「武士ごはんランキング」（名古屋テレビ）監修と江戸料理
- 「—両国—江戸 NOREN」（JR東日本都市開発）アドバイザリー
- 日本橋三重テラスにて『芭蕉月見の会 追体験の会』（県立上野高校同窓生有志の会）料理監修
- HIGASHI-YAMA-Tokyo/八雲茶寮にて『季節を味わう江戸の宴』料理監修と講演
- NHK「名将たちの勝負メシ」和物の料理監修